# 想い出にかわるまで
『想い出にかわるまで』（おもいでにかわるまで）は、TBS系列の金曜ドラマ枠（毎週金曜日22:00 - 22:54、JST）で1990年1月12日から3月30日まで放送された日本のテレビドラマ。主演は今井美樹と石田純一。

## 概要
エリートサラリーマン・高原直也との職場結婚を間近に控えた主人公・沢村るり子が些細な心のすれ違いから結婚を延期する間に、妹の沢村久美子に結婚相手を奪われるというストーリー。
メイン脚本家は内館牧子。
主演の今井にとっては数少ない出演ドラマの一つであり、姉の結婚相手を強引に奪うという難しい役柄を当時21歳の松下由樹が演じた出世作でもある。
るり子に心を寄せ、時にはるり子の心支えとなるカメラマン役にチューリップの財津和夫が起用されている。
テーマ曲には、アニメ映画『映画 リトルフットの大冒険』の主題歌「IF WE HOLD ON TOGETHER」（ダイアナ・ロス歌唱）が流用された。
2003年4月23日にポニーキャニオンからDVDが発売されている。

## 登場人物

### 主要人物
沢村 るり子
演 - 今井美樹
この物語の主人公。直也と婚約していたが、妹・久美子に奪われてしまう。
高原 直也
演 - 石田純一
るり子の恋人。るり子とは相思相愛だったが、久美子の熱烈なアプローチに負け、久美子と結婚。それでも、るり子が忘れられない。

### 沢村家
沢村 久美子
演 - 松下由樹
るり子の妹で、清治の姉。実は直也に密かな想いを寄せていたが、ある夜、その想いが爆発し直也と関係を持ち、ついにるり子から略奪。結婚後も2人が想い合っていることを悟り、「取らないで!」とるり子に訴える。
沢村 清治
演 - 大沢樹生（当時 光GENJI）
るり子と久美子の弟。父・良夫とは喧嘩が絶えない。
沢村 登美子
演 - 佐藤オリエ
るり子の母。
沢村 良夫
演 - 伊東四朗
るり子の父。印刷工場「澤村製版」を経営。

### 水口家とその関係者
水口 浩二
演 - 財津和夫
カメラマン。るり子たちとは、東京湾の船上クルーズパーティーで知り合う。水口との関わりが、るり子と直也の仲に亀裂が生じる一因となった。
水口 さやか
演 - 高樹沙耶
浩二の妹。
富永 優佳
演 - 響野夏子
浩二の恋人。

### その他
澤村製版の従業員
演 - 仁科扶紀、大森博

## スタッフ
- 脚本 - 奥村俊雄、内館牧子
- 演出 - 大岡進、森山享、遠藤環
- 技術 - 安藤健治
- 映像 - 野々村直
- カメラ - 藤田徹也、伊東敏彦、内田勉、井原公二
- 照明 - 小野寺瑞樹、杉本三智夫、田渕博、久保重信、紺野淳一
- 音声 - 白川善隆、浅見良二、平田研吉、臼井久雄、田久保貴昭
- 編集 - 鉄尾直司、小幡正人
- 選曲 - 辻田昇司
- タイトル - 新井恵理子
- デザイン - 清水袈裟寿
- 美術製作 - 古川雅之
- 衣装 - 岸靖彦、鈴木智子、岡田友子
- 化粧 - 山本博子、近野篤子
- 装飾 - 大村充、小林克也
- 大道具 - 辻村進
- 持道具 - 赤松慶人
- 演出補 - 金子与志一、戸高正啓、江口正和、土井裕泰
- 製作補 - 貴島誠一郎
- 記録 - 鈴木一美、大下内惠子
- プロデュース - 遠藤環

## テーマ曲
- ダイアナ・ロス「IF WE HOLD ON TOGETHER」

## 放送日程
| 各話                                       | 放送日        | サブタイトル     | 脚本     | 演出   | 視聴率 |
| ------------------------------------------ | ------------- | ---------------- | -------- | ------ | ------ |
| 第1話                                      | 1990年1月12日 | 結婚と家族       | 奥村俊雄 | 大岡進 | 13.4%  |
| 第2話                                      | 1990年1月19日 | 結婚へのハードル | 奥村俊雄 | 大岡進 | 11.6%  |
| 第3話                                      | 1990年1月26日 | 結婚前のムスメが | 奥村俊雄 | 森山享 | 12.9%  |
| 第4話                                      | 1990年2月02日 | 大切な日の出来事 | 内館牧子 | 森山享 | 10.4%  |
| 第5話                                      | 1990年2月09日 | こじれていく結婚 | 内館牧子 | 大岡進 | 12.8%  |
| 第6話                                      | 1990年2月16日 | 直感で知った事実 | 内館牧子 | 大岡進 | 14.4%  |
| 第7話                                      | 1990年2月23日 | 大ドンデン返し   | 内館牧子 | 森山享 | 16.1%  |
| 第8話                                      | 1990年3月02日 | 悲しい愛への予感 | 内館牧子 | 森山享 | 16.3%  |
| 第9話                                      | 1990年3月09日 | 胸の中の想い     | 内館牧子 | 森山享 | 21.4%  |
| 第10話                                     | 1990年3月16日 | 離れていても…    | 内館牧子 | 遠藤環 | 14.9%  |
| 第11話                                     | 1990年3月23日 | 逢いたいけれど…  | 内館牧子 | 遠藤環 | 17.1%  |
| 最終話                                     | 1990年3月30日 | そして、二人は…  | 内館牧子 | 森山享 | 17.5%  |
| （視聴率は関東地区・ビデオリサーチ社調べ） |               |                  |          |        |        |

## 小説
内館牧子『想い出にかわるまで』 1993年8月　角川書店（角川文庫）ISBN 4041854040

## 備考
- DVDでは権利的な問題からテーマ曲がダイアナ・ロス歌唱のものから未来-MIKU-歌唱の歌に差し替えられている。ただし、エンディング・テロップは"テーマ曲 ダイアナ・ロス"のまま。
- 水口浩二は水中写真家の第一人者、中村征夫がモデル。劇中の水中写真にも中村の作品が使われている。
- 今井と石田による続編の企画が何度かなされたが、今井が役にのめり込みすぎ、精神的に辛いとの理由で断り続けている。
- サザンオールスターズの桑田佳祐はこのドラマのファンであった。